# Regne de Còrsega
El Regne de Còrsega fou un regne de curta durada a l'illa de Còrsega. Es va formar després que els illencs van coronar l'aventurer alemany Theodor Stephan Freiherr von Neuhoff com a rei de Còrsega des del 1735 al 1741.

## Història de l'elevació de Còrsega a la dignitat de "regne"
Adscrita a l'Imperi carolingi, Còrsega va formar part de les marxes toscanes abans de tornar a l'herència de Sant Pere. Fou honrat amb la dignitat de regne pels papes a finals del segle xiii abans que aquests en confiessin el poder temporal, de fet la corona, al rei d'Aragó.
El 27 de desembre de 1729 un magistrat va voler recaptar una taxa suplementària a la vila de Boziu; el ciutadà de nom Lanfranco i anomenat Cardone va veure refusada la seva entrega, perquè la peça fou considerada falsa i va amenaçar de confiscar els béns de Lanfranco. La regió es va sollevar i va arrossegar a les pièvis veïnes. El febrer de 1730 els muntanyesos van atacar cap a Ruglianu al nord de Cap Cors i van ocupar Saint Florent i Algajola. La ciutadella de Corté fou envaïda. El 19 de febrer de 1730 Terravachia, la part baixa de Bàstia, fou saquejada. Foren les primeres accions de l'anomenada guerres dels quaranta anys.
El desembre de 1730 a San-Pancrazio di Furiani, tres notables foren elegits generals de la nació: Luigi Giafferi (notable d'origen popular), Andria Ceccaldi (noble) i l'abat Marc-Auréle Raffaelli d'Orezza. El rebels van celebrar un congrés al convent d'Orezza el 1731 que va posar les bases politiques. La República de Gènova va intentar negociar, ja que no tenia mitjans militars per sufocar la revolta.
Finalment Gènova va optar per demanar ajut a Àustria que va enviar al coronel baró de Wachtendonck amb 8.000 homes. Els rebels dominaven les muntanyes i Wachtendonck va deslliurar Bàstia (va cremar Furiani) però no es va entendre amb els genovesos i el gener del 1732 fou derrotat pels cors a Balagne a Calenzana, on van morir 500 austríacs (episodi conegut com "les abelles de Calenzana"), després del qual fou destituït i el va substituir el príncep de Wurtemberg el maig de 1732.
De seguit el príncep va pactar i va obtenir la submissió dels insurgents sota certes condicions. Un nou govern de l'illa nomenat per Gènova i aprovat per l'emperador fou establert (11 de maig de 1732). Les reivindicacions dels notables van quedar en part satisfetes i els presoners cors foren alliberats però al cap d'un mes els genovesos els van empresonar altra vegada. El gener de 1733 Gènova va acordar algunes concessions però la manca de respecte als acords va provocar l'augment de l'oposició a Gènova, i la rebel·lió es va reprendre el 1734 quan es va intentar detenir a Hyacinthe Paoli al piève de Rustini (17 de novembre de 1734). Hyacinthe Paoli, pare de Pascal Paoli al capdavant dels alçats, va ocupar Corté: Luigi Giafferi va tornar (estava exiliat a Parma) i va oferir la corona a Felip V d'Espanya, que va refusar. Entre els principals revolucionaris hi havia Luigi Giafferi, Andria Ceccaldi; Gian Pietro Gaffori; Hyacinthe Paoli i Alerio Matia.

## El Regne de Còrsega
El 30 de gener de 1735 una assemblea Orezza va restablir les bases polítiques i va proclamar la independència de la República de Gènova i va oferir la corona al duc de Parma (que no va respondre). Sebastiano Costa va escriure la constitució del regne i l'executiu fou confiat a tres primats: Giafferi, Paoli, i André Ceccaldi; el poder judicial fou atribuït a quatre membres elegits per l'assemblea. Dio vi salvi Regina fou declarat himne nacional. Gènova va bloquejar l'illa.
El 1734 l'aventurer alemany baró Theodor von Neuhoff es va entrevistar a Liorna amb Orticoni, Aitelli, Giafferi i Ceccaldi. El 12 de març de 1736 va desembarcar prop d'Alèria i el 14 d'abril de 1736 a Valle d'Alesani fou coronat rei i va jurar la constitució. Va establir la seva seu a Venzulasca a Casinca. El 14 de novembre de 1736 va abandonar el país per anar a buscar suport exterior i va nomenar tres regents: Paoli i Giafferi al nord i Luce d'Ornano al sud. Teodor no se'n va sortir i va donar tombs per Europa fins que va morir a la misèria a Londres l'11 de desembre de 1756.
Després de sortir el rei el 1736, el teòleg d'Oletta Giuglio Matteo Natali (1702-1782) va publicar sota el pseudònim de Curzio Tulliano un pamflet titulat Disinganno intorno della guerra di corsica (Refutacions de les mentides relacionades amb la guerra a Còrsega) escrit clandestinament a Roma i distribuït per Europa. En l'escrit el govern de Gènova era considerat tirànic i, per tant, es considerava legítim el deposar-lo i es legitimava així la revolució.
El 10 de novembre de 1737 Gènova, arribada a un punt de la crisi financera que feia impossible el poder reunir mitjans per recuperar l'illa i va demanar ajut a França. El 8 de febrer de 1738 el comte de Bossieux (mort el 1739) va desembarcar a Bàstia junt amb Jean Baptiste Maillebois, encarregat de pacificar el país i organitzar el partit francès. Un regiment format per soldats cors es va formar aquell any. Els francesos foren derrotats el desembre de 1738 a Borgo però Maillebois va aconseguir conquerir Corté el 10 de juliol de 1741 i va capturar als tres regents executius Luigi Giafferi, Paoli i Luce d'Ornano, que foren enviats a l'exili a Nàpols. Controlada l'illa, Maillebois va pacificar llavors la regió de Zicavu (Zicavo) on els camperols van resistir uns mesos mes. Finalment el setembre del 1741 els francesos van sortir de l'illa.

## Conseqüències
El 1764 Gènova autoritzà a França a ocupar 5 de les 6 fortaleses de la costa (Ajaccio, Algajola, Bastia, Calvi i San Fiurenzu) i el 1768 Gènova va cedir l'illa a França pel tractat de Versalles a canvi d'eixugar els deutes contrets.